# Stanley Griswold
Stanley Griswold (* 14. November 1763 in Torrington, Colony of Connecticut; † 21. August 1815 in Shawneetown, Illinois) war ein US-amerikanischer Politiker (Demokratisch-Republikanische Partei), der den Bundesstaat Ohio im US-Senat vertrat.
Während des Unabhängigkeitskrieges diente Stanley Griswold in einer Einheit der Miliz. Im Anschluss setzte er seine Ausbildung fort und machte 1876 seinen Abschluss am Yale College. Danach studierte er Theologie und arbeitete als Pastor in New Milford, ehe er Redakteur bei einer Zeitung in Walpole in New Hampshire wurde. Von 1805 bis 1808 fungierte er als erster Sekretär des Michigan-Territoriums. Dabei bekleidete er während der Abwesenheit von William Hull kommissarisch dessen Gouverneursposten; in dieser Funktion ließ er 1806 das Fort Croghan errichten, um das Vieh der Bewohner Detroits vor Raubzügen von Indianern zu schützen. Später wurde die Griswold Street in Detroit wegen seiner Verdienste nach ihm benannt.
Nach seiner Amtszeit, die wegen Meinungsverschiedenheiten mit Gouverneur Hull endete, zog Griswold nach Ohio. Dort wurde er zum Nachfolger des zurückgetretenen US-Senators Edward Tiffin berufen, dessen Sitz im Kongress er ab dem 18. Mai 1809 einnahm. Nach der offiziellen Wahl eines neuen Senators schied Griswold am 11. Dezember desselben Jahres wieder aus der Parlamentskammer aus.
Seine restlichen Lebensjahre verbrachte er im Illinois-Territorium, wo er im März 1810 das Amt eines Bundesrichters übernahm, das er bis zu seinem Tod im August 1815 innehatte.